# Neaxius vivesi
Neaxius vivesi är en kräftdjursart som först beskrevs av Eugène Louis Bouvier 1895.  Neaxius vivesi ingår i släktet Neaxius och familjen Axiidae. Inga underarter finns listade i Catalogue of Life.